# KGPG
KGPG è una utility software open source per l'ambiente Linux con interfaccia utente KDE.
L'utility fornisce un'interfaccia grafica per l'utilizzo del programma di cifratura GnuPG, presente come componente di serie nella maggior parte delle distribuzioni Linux.
Tramite KGpg è possibile utilizzare le funzionalità di GnuPG senza dover ricorrere alla riga di comando tramite sessione di terminale.
KGpg consente di gestire le chiavi di controllo per le operazioni di creazione (sia per le chiavi pubbliche che per quelle private) e per le operazioni di importazione/esportazione delle chiavi verso altre utility analoghe.
KGpg consente inoltre di criptare o decriptare al volo file ed e-mail, sia tramite la sua interfaccia nativa che tramite integrazione con Konqueror, al cui menu aggiunge le funzionalità di cifratura e decifratura.
La prima release stabile è stata la 1.2, fornita insieme a KDE 3.5.
A ottobre 2012, l'ultima versione stabile dell'utility disponibile è la 2.8 fornita insieme a KDE SC 4.9.